# 자크샤를 바이외
자크샤를 바이외(프랑스어: Jacques‑Charles Bailleul, 1762년 12월 12일 ~ 1843년 12월 11일)는 프랑스 혁명과 제정기 동안 활약한 변호사자 정치인, 저술가로 프랑스의 온건파 정치인으로서 프랑스의 역사에 중요한 발자취를 남겼다.

## 생애
자크샤를 바이외는 1762년 12월 12일 프랑스 노르망디 지역 브레트빌뒤그랑코에서 농지 소유자이자 상인이던 장기욤 바이외와 마리안 자세의 아들로 태어났으며, 형인 장앙투안기욤 바이외는 후에 인쇄업자로 활동했다. 그는 파리에서 법학을 공부한 뒤 고등법원에서 변호사로 활동을 시작했다. 1789년 프랑스 혁명이 시작되며 법정 체계가 크게 흔들리자, 자크샤를 바이외는 몽티빌리에와 르아브르로 가서 평화판사로 임명되어 법률 서비스를 이어갔으며, 르아브르에서는 자코뱅파인 생프랑수아를 세웠고, 주요 회원으로 정치 활동을 병행했다. 1792년 9월, 그는 센마리팀주의 대표로 국민공회에 온건파, 즉 지롱드파 소속 의원으로 선출되어, 루이 16세 재판 당시에는 종신 감금과 국민투표를 지지하는 중도적 태도를 유지했다. 1793년 지롱드파에 대한 탄압이 시작되자, 자크샤를 바이외는 체포되어 파리의 콩시에르쥐리에 수감됐으며, 1794년 테르미도르의 반동 이후 풀려나 12월 의회로 복귀했다. 1795년 7월, 그는 총회 안전위원회의 위원으로 임명되어 공포 정치 잔재 청산에 기여했으며, 이후 1795년부터 1799년까지 500인의 의회의 의원으로 재임하면서, 1798년에는 의장직을 수행했다. 1799년 프랑스 통령청부의 체제가 성립된 후, 자크샤를 바이외는 트리뷔나의 의원으로 임명되어 1802년까지 중도적이고 독립적 입장을 유지하며 활동했다. 1804년, 그는 솜주의 공공세금 국세 총감으로 임명돼 나폴레옹 보나파르트의 치세의 재무 및 세제 개혁에 기여했다. 자크샤를 바이외는 다채로운 저술 활동을 펼쳤다. 1818년 제르멘 드 스탈의 저작 비평서, 1839년 《나폴레옹 보나파르트의 역사 연구》, 1796년 《인간 이상 기이한 것들에 대한 연감》 등 역사, 정치, 경제 언론, 브로슈어, 희곡을 저술했고, 한법상 신문의 창간에 참여하여 관련 기사들을 기고하며 언론과 경제 분야에서도 영향력을 행사했다. 1832년 자크샤를 바이외는 레지옹 도뇌르 슈발리에 등급의 훈장을 받았으며, 1833년 다비드 당제가 제작한 그의 청동 메달리옹 초상은 루브르 박물관과 파리의 카르나발레 박물관에 소장되어 있다. 그는 1843년 12월 11일 81세를 일기로 파리 1구에서 사망했으며 페르 라셰즈 묘지에 묻혔다. 사망신고는 1843년 12월 13일에 기록됐다. 

## 같이 보기
- 센마리팀주
- 프랑스 혁명
- 레지옹 도뇌르 훈장
- 나폴레옹 보나파르트

|  | 프랑스의 센마리팀주 출신의 국회의원 1792년 10월 26일 ~ 1795년 10월 25일 |

|  | 프랑스의 500인 의회의 의원 1795년 12월 29일 ~ 1799년 12월 29일 |

|  | 프랑스의 트리뷔나의 국회의원 1799년 12월 26일 ~ 1802년 12월 27일 |